# Hangö östra fjärd
Hangö östra fjärd (finska: Hangon itäinen selkä) är ett havsområde öster om Hangö udd i Finska viken i Finland. Den ligger i västra delen av landskapet Nyland, närmare bestämt i regionen Västnyland. Havsklimat råder i området och det är brackvattenmiljö. Medeldjupet är cirka 35 m.